# Castillón (Pantón)
Castillón (llamada oficialmente Santiago de Castillón) es una parroquia y una aldea española del municipio de Pantón, en la provincia de Lugo, Galicia.

## Límites
Limita con las parroquias de San Vicente de Castillón al norte, Moreda al este, Ferreira al sur y Eiré al suroeste.

## Organización territorial
La parroquia está formada por diez entidades de población, constando ocho de ellas en el nomenclátor del Instituto Nacional de Estadística español:

### Entidades de población
Entidades de población que forman parte de la parroquia:
- Armental
- Barrio (O Barrio)
- Casdomato
- Casgoíñas
- Castillón
- Outeiro (O Outeiro)
- Ral
- Vilar
- Vilaverde

### Despoblado
Despoblado que forma parte de la parroquia:
- Veiga (A Veiga)

## Demografía

### Parroquia
| Gráfica de evolución demográfica de Castillón (parroquia) entre 2000 y 2020 |
|                                                                             |
| Datos según el nomenclátor publicado por el INE.                            |

### Aldea
| Gráfica de evolución demográfica de Castillón (aldea) entre 2000 y 2020 |
|                                                                         |
| Datos según el nomenclátor publicado por el INE.                        |